# CD-Text

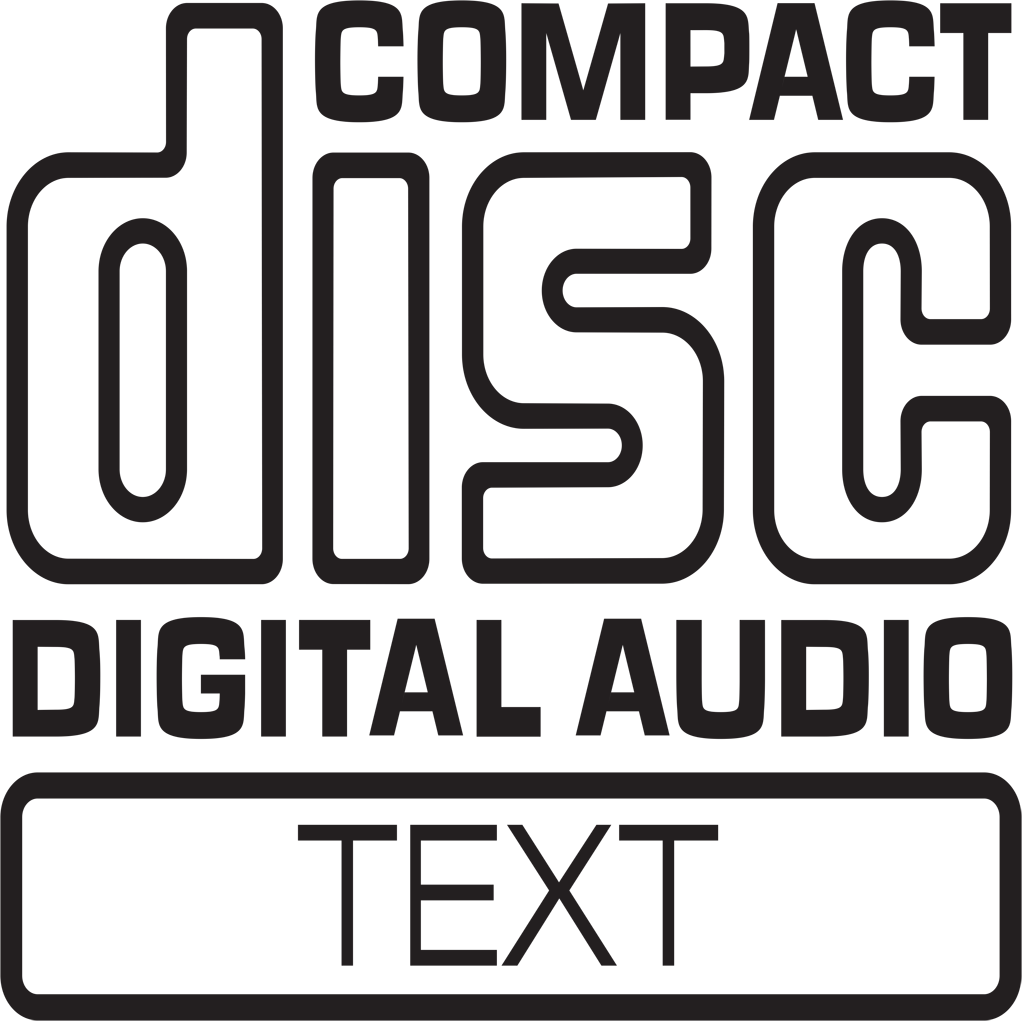
Logo CD-Text

CD-Text – standard opracowany przez firmy Philips i Sony, który umożliwia dołączenie do płyty CD-Audio informacji o artyście, tytule płyty, tytułach utworów, a nawet tekstów piosenek czy graficznego logo (aczkolwiek te dwie ostatnie funkcje należą do rzadkości). Informacje te mogą być następnie wyświetlane na kompatybilnych odtwarzaczach CD oraz, za pomocą odpowiedniego oprogramowania na kompatybilnych komputerowych czytnikach płyt kompaktowych.
Niemal każda nowa nagrywarka posiada funkcję nagrywania CD-Text.